# Feuerleitung

Verbindung VB - Feuerleit - Batterie

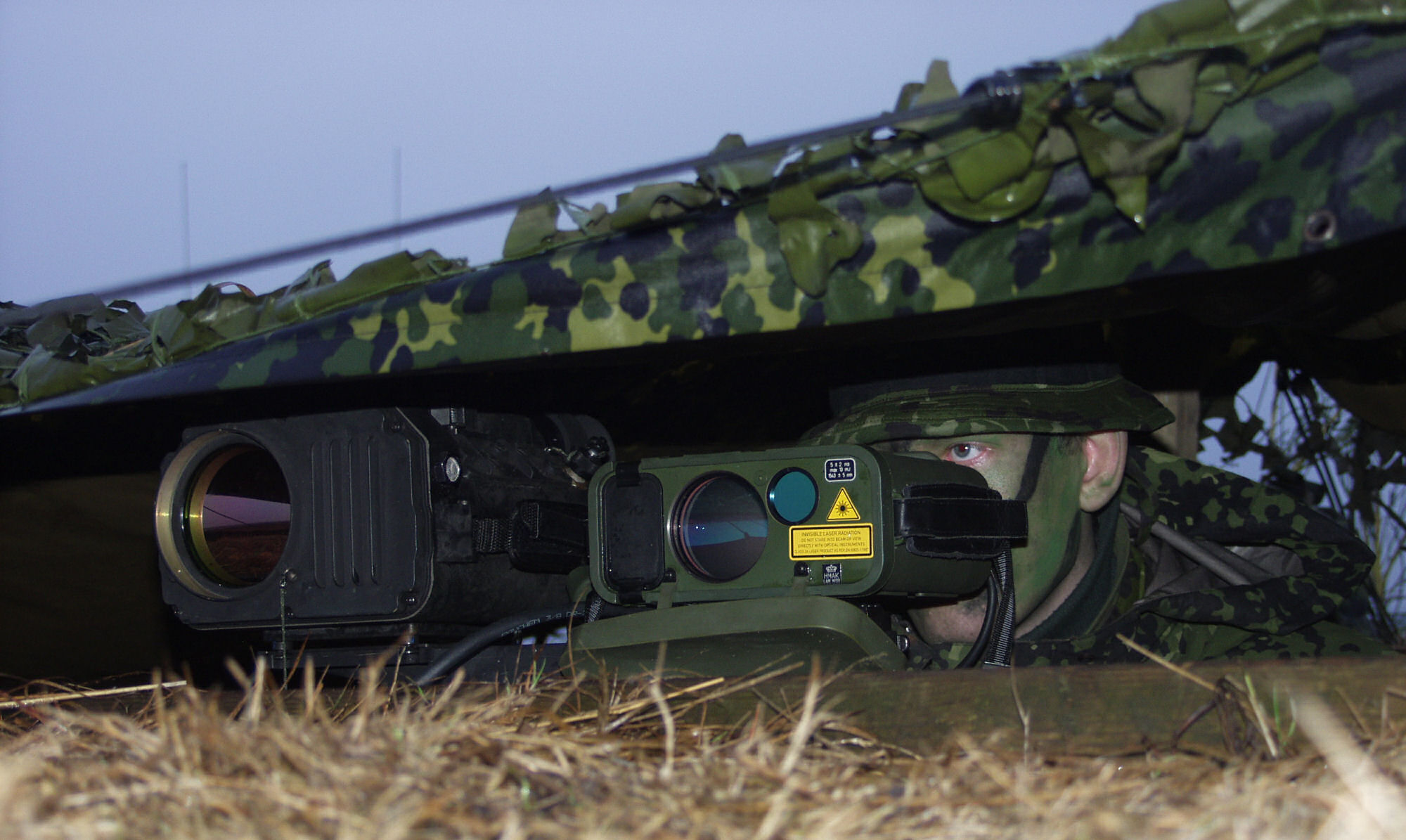
Dänischer Artilleriebeobachter

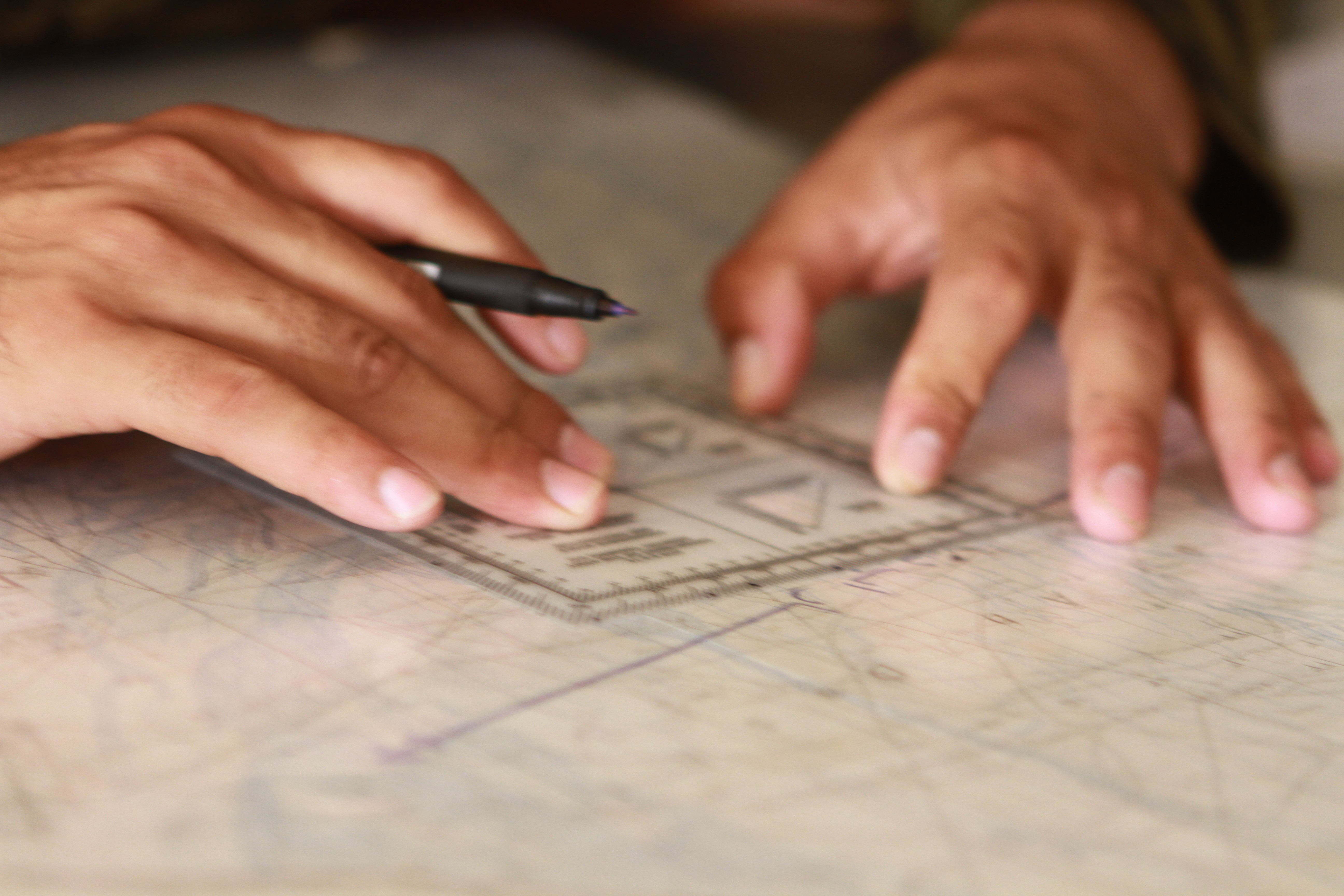
Artillerist bei der Kartenarbeit

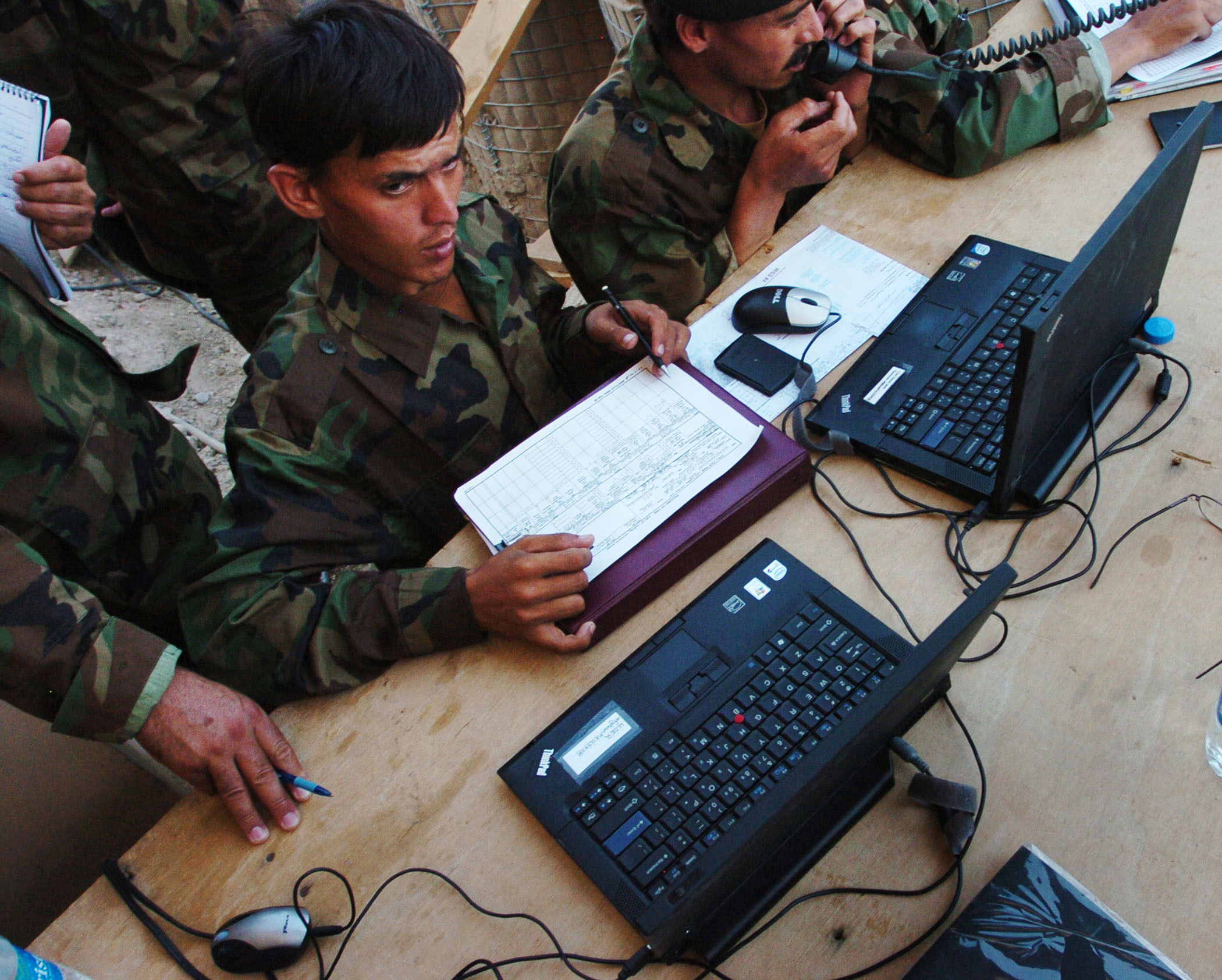
Artillerieausbildung bei der Afghanischen Nationalarmee

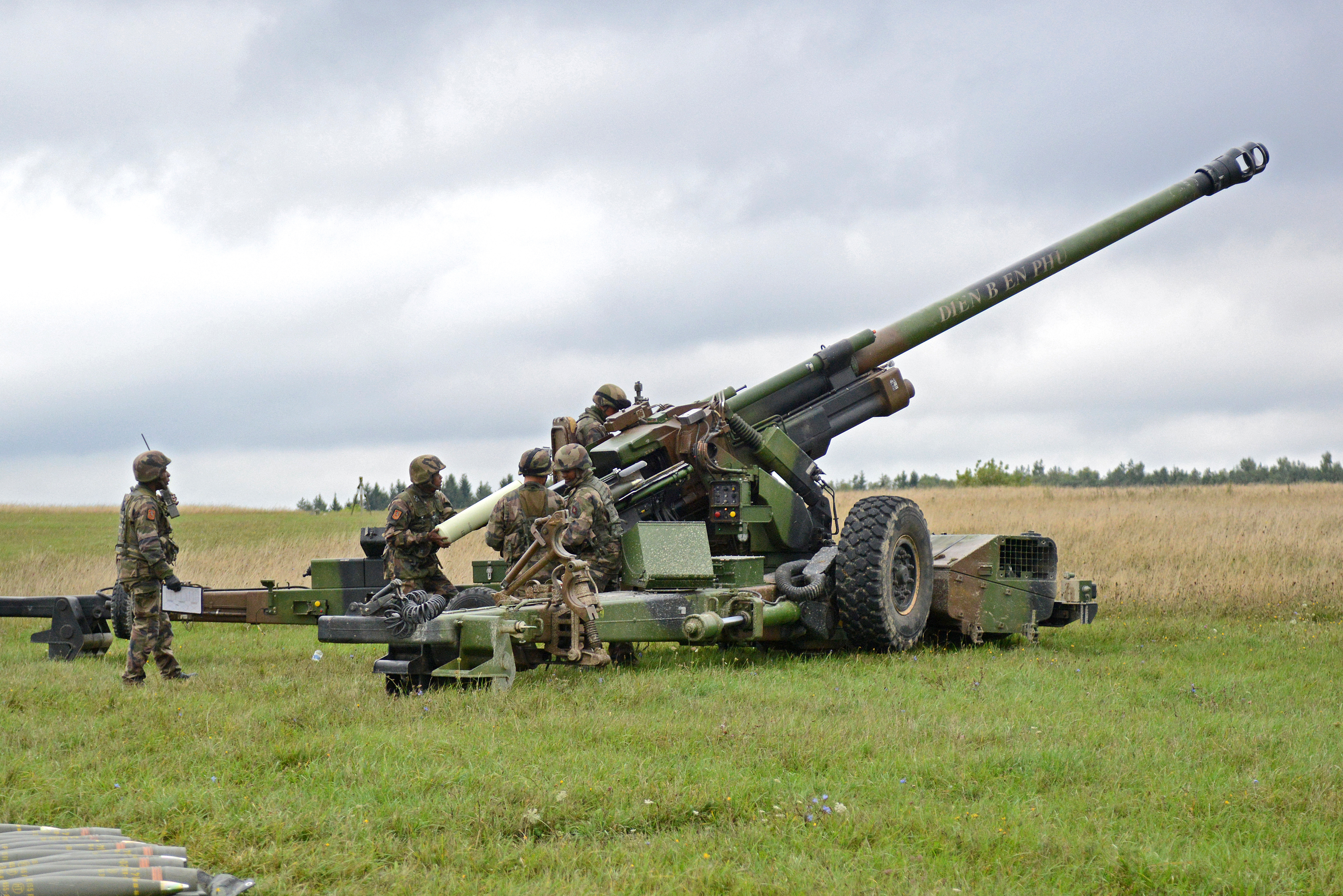
Französische Geschützbesatzung auf dem Truppenübungsplatz Grafenwöhr

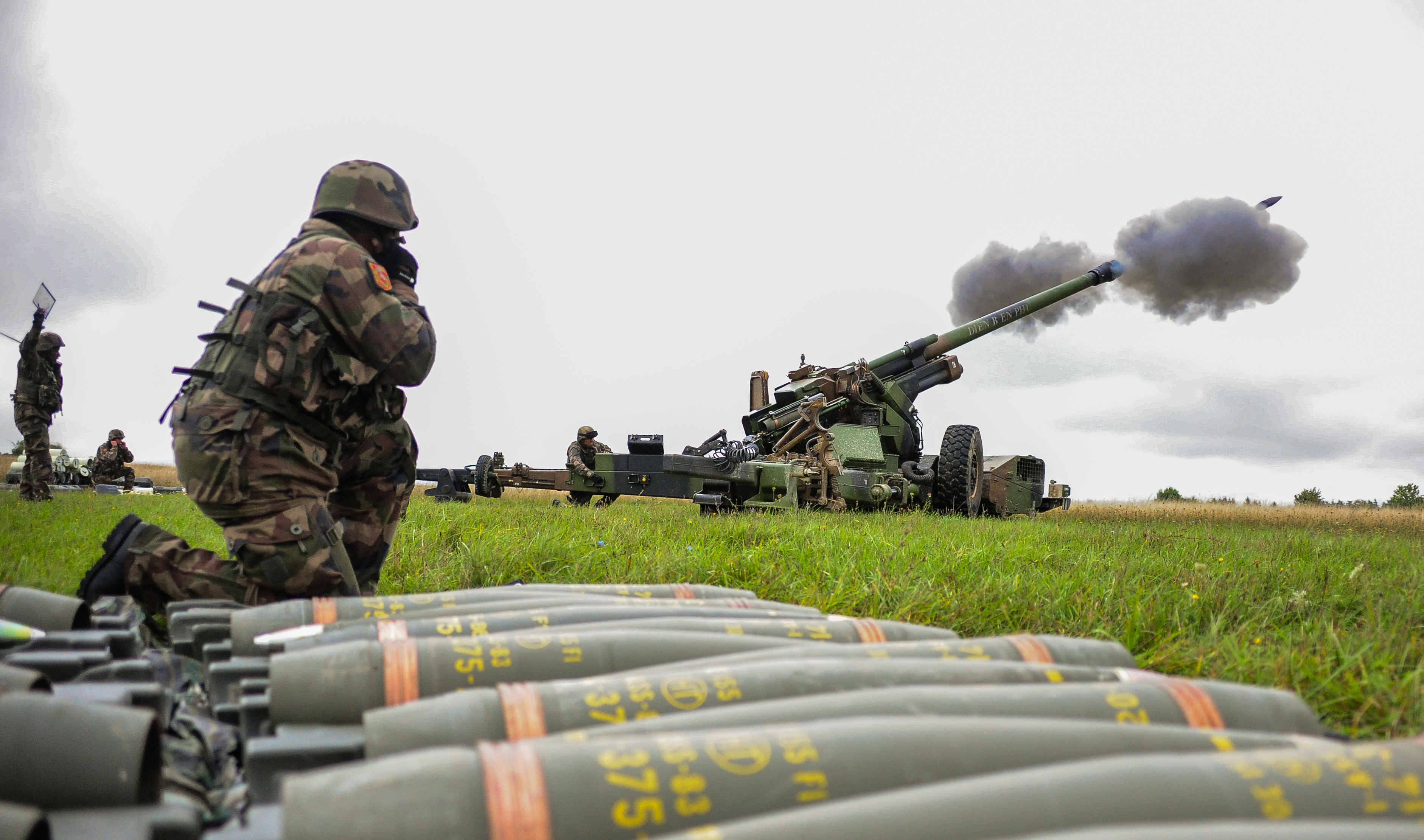
Feuernde französische Geschütze

Feuerleitung bezeichnet in der Militärtaktik die Regelung des Gefechtes durch Feueraufträge, Feuerbefehle und Feuerkommandos. Gegenstand und Inhalt der Feuerleitung sind das Erkennen bzw. Aufklären der Ziele, die Zuweisung von Zielen an die einzelnen am Gefecht beteiligten Waffen, die Festlegung der Munitions- und Feuerart, das Feuerkommando, die Beobachtung der Ergebnisse und eventuelle Korrekturen des Feuers. Zweck der Feuerleitung ist die bestmögliche Ausnutzung der Feuerkraft aller verfügbaren Waffen.
Von besonderer Bedeutung war die Feuerleitung bei der herkömmlichen Artillerie, die gewöhnlich durch das zusammengefasste Feuer mehrerer Geschütze wirkt. Hier werden die Feueraufträge bzw. Feuerbefehle durch die Feuerleitstellen in Feuerkommandos (s. u.) an die Waffensysteme umgesetzt.
Feuerleitung ist aber auch bei jeder anderen Truppe, vor allem der Kampftruppen, wenigstens zu Beginn des Gefechts üblich.

## Definitionen
- Feueraufträge gibt es hauptsächlich für den Feuerkampf der Artillerie und Mörser. Sie bestimmen die zu bekämpfenden Ziele und stellen Wirkungsforderungen mit festgelegten Begriffen. Sie können auch die Zeit, die Formen des Wirkungsschießens und den Munitionseinsatz festlegen.
- Feuerbefehle sind weder in Wortlaut noch Reihenfolge festgelegte Anordnungen an bestimmte Waffen, wann, wogegen und wie sie feuern sollen.
- Feuerkommandos sind weitgehend standardisierte Anweisungen für den Feuerkampf.
  - Feuerkommandos für das infanteristische Gefecht werden in der Ausbildung des Führungsnachwuchses gelehrt und folgen meist Merkwörtern.
    - Gängiges Merkwort ist EREZA oder ERMEZA, das für Einheit, Richtung, (Munitionssorte), Entfernung, Ziel, Ausführung steht – „MG-Schütze, halblinks am Waldrand, sechs Feuerstöße, 400 (Meter), feindliche Schützen, FEUER“; wobei der angesprochene Schütze mit jeder zusätzlichen Information die entsprechenden Einstellungen an seiner Waffe vornimmt und auf das Ausführungskommando sofort feuert.
    - In Österreich bestehen Feuerkommandos aus dem Ankündigungskommando Feuerbefehl und dem Ausführungskommando, das schematisch dem Merkwort AREZA folgt, analog zu EREZA: Anruf, Richtung, Entfernung, Ziel, Ausführung.

  - Feuerkommandos bei der herkömmlichen Artillerie sind streng formale Befehle der Feuerleitstelle an die Geschütze oder Raketenwerfer mit Angabe der Schussrichtung (Teilring), der Rohrerhöhung, der Munitionsart und -menge; der Art und Einstellungen des Zünders, der Menge der Treibladungen und der Feuerregelung (Feuerbereitschaft melden! oder Feuern!). Nach Einführung autonomer Waffensysteme beschränkt sich die Feuerleitung auf Zielzuweisung, Munitionseinsatz und Feuerregelung. Die bordeigenen Systeme berechnen dann die Richtung, Rohrerhöhung und Menge der Treibladung.

Der Feuerleitoffizier oder Feuerleittrupp wandelt Feueraufträge der Kampftruppen in Feuerkommandos für die Geschützbesatzungen um. Ein Batterie-Feuerleitsystem mit Laserentfernungsmesser arbeitet mit Wettersensoren (Windstärke, Temperatur etc.), Radargeräten und V0-Messadergeräten. Die Feuerbefehle können per Funk oder Draht übermittelt werden. Weitere wichtige Daten sind die Position der Geschütze, deren Munitionsvorräte, Entfernung zum Ziel, die Lage des Ziels, Art des Ziels (z. B. eingegrabene Mot-Schützen in Stellung, Gefechtsfahrzeuge etc.) und die relative Lage zur Feuerstellung der Geschütze.

## Feuerleitrechner
In der Geschichte der Bundeswehr waren folgende Feuerleitrechner im Einsatz:

### Artillerierechner Typ BUM
Der Artillerierechner Typ BUM war der erste elektronische Feuerleitrechner für das Heer der Bundeswehr.

### Feuerleitrechner FALKE
Die Umstellung der Feuerleitstellen vom Analogrechner BUM 11 auf den Digitalrechner „Falke“ (Feld-Artillerie Lenkdaten-Koordinaten Elektronenrechner) erfolgte im Jahr 1978. Das neue Gerät basierte auf Truppenversuchen in den 1970er Jahren. 
Das Komplettsystem „FALKE“ bestand (Stand: 1981/1982) aus folgenden Komponenten auf M113 FEL MTW:
| - Feuerleitrechner AEG FALKE TR84                                    |
| - Bedienfernschreiber SIEMENS T100Z (mit Lochstreifenleser/-stanzer) |
| - Programmladegerät PLG (für Magnetbandkassetten)                    |
| - Digitale Optische Anzeige OA24                                     |

Der Feuerleitrechner FALKE TR84, vom Aufbau her ein frei programmierbarer Digitalrechner, dessen Berechnungen u. a. auf der Erdrotation basierten, wurde ursprünglich von der Firma AEG für die Feuerleitung der Panzerartillerie entwickelt. Zusammen mit dem BeobPzArt, war FALKE Bestandteil des Systems IFAB (Integriertes Feuerleitmittel Artillerie-Batterie), dem Vorläufer des FüWES ADLER.
Der FeuerleitPzArt, ein M113, in allen schießenden Feldhaubitzen-/Panzerhaubitzen vorhanden, arbeitete mit dem Feuerleitrechner FALKE TR84. Der Feuerleitoffizier gab in den Feuerleitrechner FALKE TR84 folgende Daten ein: Zielkoordinaten, Geschützkoordinaten, Wettermeldung (METCM) und die Pulvertemperatur der Treibladungen. Daraus errechnete das System FALKE für jedes Einzelgeschütz ein spezielles Feuerkommando, unter Berücksichtigung der Schussrichtung (Teilring) und Erhöhung.
Im Gegensatz zum analogen Artillerierechner Typ BUM war der digitale Artillerierechner FALKE in der Lage, Schusswerte rechnergestützt sehr schnell zu ermitteln. Die Schwächen des Systems lagen allerdings darin, dass teilweise auf Computerbasis und teilweise mit Feldkabel gearbeitet wurde.
Außer der Bundeswehr nutzte auch die syrische Armee den Artilleriecomputer FALKE TR 84.
FALKE TR84 war in der Grundsatzstruktur eines Führungssystems wie folgt organisiert:
- Vorgeschobener Beobachter mit Terminal, Datenübermittlung an einen militärischen Rechner
- Erfassung der Wetterdaten, Datenübermittlung an einen militärischen Rechner
- Militärischer Rechner
- Operateur-Terminal
- Data-Link-Terminal mit Verbindung zum Batterie-Feuerleit-Terminal
- Datenübertragung an die Geschütze

#### Möglicher Ablauf
Ein Geschützzug feuert eine Gruppe ab, bis über Datenfunk in der Feuerleitstelle vom VB ein neues Feuerkommando erfolgt. Sobald die Geschütze Feuerbereitschaft melden, zählt der Feuerleitrechner FALKE von fünf auf eins herunter, was das erneute Auslösen einer Geschossgruppe bewirkt. Der VB meldet die Wirkung des Feuers: „Feindliche Gefechtsaufklärung zerschlagen, Feuerpause, Ende.“
Daraufhin bezieht der Geschützzug eine neue Feuerstellung.

### Führungs- und Waffeneinsatzsystem ADLER
Eine Weiterentwicklung stellt das Führungs- und Waffeneinsatzsystem (FüWES) ADLER (Artillerie-, Daten-, Lage- und Einsatz-Rechnerverbund) für das optimale Zusammenwirken der Bereiche Führung – Aufklärung – Wirkung im Systemverbund Artillerie dar. Durch eine automatisierte DV-Unterstützung durch übertragungssichere Datenfunkverbindungen bietet es die Voraussetzung für den effizienten Einsatz der Artillerietruppe in einem beweglich geführten Gefecht. Das FüWES ADLER bildet die Struktur der Artillerie in einem Netzwerk ab, das neben den Aufklärungssystemen, Waffeneinsatzsystemen und Wirkmitteln auch die Führungselemente auf allen Ebenen der Artillerie umfasst.
ADLER kann folgende Komponenten integrieren:
- Operationszentralen (OPZ) auf den Führungsebenen
- Feuerunterstützungsoffiziere (FUO) und Artilleriebeobachter (VB) bei der Kampftruppe
- Führungsfeuerleitstellen
- Artillerieverbindungsoffiziere (AVO)
- Verbundgeräte in Fremdsystemen
- Informationsaustausch ADLER mit den Aufklärungssystemen:
  - Beobachtungsfahrzeug Artillerie
  - Artillerieortungsradar
  - Schallmessanlage
  - Fluggerät für Zielortung, Artilleriedrohne
  - Kleinfluggerät Zielortung
  - Luftgestützte unbemannte Nahaufklärungsausstattung LUNA
  - Atmosphärisches Mess- und Auswertesystem und den Waffensystemen
- DV-Ausstattung Feuerleitung Artillerie/Mörser
- Integrierte Feuerleitmittel Artillerie-Batterie (IFAB)
- Artillerie Raketen Einsatz-System
- Panzerhaubitze 2000